# 没藏皇后 (李元昊)
宣穆惠文皇后（11世纪？—1056年），没藏氏，西凉府人，西夏景宗李元昊的情妇，毅宗李谅祚的生母，兄為權臣沒藏訛龐。

## 生平
没藏氏原是西夏大臣野利遇乞的妻子，美艳妩媚，风流放荡。野利遇乞和李元昊都去世後，又與野利遇乞属下的出纳官李守贵和李元昊的侍从补细乞多巳私通。
野利遇乞被李元昊所杀，野利遇乞的侄女野利皇后请求下，将她接入宫中。因和李元昊私通，被野利皇后强迫出家为尼。在兴州戒坛寺号称没藏大师。元昊入寺与她幽会，带她出猎。1047年二月，没藏氏在两岔河会猎行营生下一子李谅祚（另说谅祚生于元昊被弒三月之后）。养在沒藏訛龐家。1048年，沒藏訛龐教唆宁令哥杀死李元昊。李元昊被杀后，沒藏訛龐杀死宁令哥。没藏氏之子谅祚以一岁幼龄即位为毅宗，没藏氏被尊为宣穆惠文皇太后，西夏的大权掌握在没藏氏和其兄弟沒藏訛龐的手里。1049年，遣使到辽国入贡，探察其动静，其后多次战和。1054年七月，向辽国为毅宗请婚，进誓表，请颁誓诏，辽兴宗以她反复，不许。1055年十月，在兴庆府之西建承天寺，贮宋朝所赐的大藏经，请回鹘僧人演经，她和皇帝亲临听讲。她多次游猎，骑从甚多，夜晚令国中张灯火以备游览。福圣承道四年（1056年）在某次没藏氏和补细乞多巳（第二任男寵）去贺兰山打猎的途中，被情夫李守贵派人半路截杀，没藏氏逝世。